# 逆偶例謬誤
逆偶例謬誤（converse accident）或逆偶然謬誤、逆意外謬誤是一種「例外凌駕通則」的非形式謬誤，是基於某個例外的存在，而否定一般性的通則。
不是所有以例外否定通則的作法都是謬誤，有些定義性的東西在本質上不能接受例外，像例如對數學猜想而言，只要有一個反例，那猜想本身就是錯的，至少在證明猜想頂多有有限多個反例前，不能說猜想「大致正確」，像例如不能因為梅滕斯猜想有反例，就認為「盡管有反例，但梅滕斯猜想大致是正確的」。

## 示例
例一
救護車可以超速，所以我們不該設下時速限制。
解說：救護車是例外，不代表應該設下速限、且不該超速的通則就無效。因為救護車可以超速就主張設置速限的通則無效，是犯了逆偶例謬誤。
例二
癌症病人可以用嗎啡，所以我們應該允許人們使用嗎啡。
解說：癌症病人可以用嗎啡，不代表不該使用嗎啡的通則就無效。因為癌症病人可以用嗎啡就認為所有人都可以用嗎啡，是犯了逆偶例謬誤。
例三
在一些地方，殺人獻祭以及殉葬是行之有年的傳統，這樣看來生命權不是基本人權。
解說：一些地方有殺人獻祭和殉葬的傳統，不代表生命權就不是普世的、基本的人權。因為一些地方看起來不尊重生命權，就否認生命權是基本人權的通則，是犯了逆偶例謬誤。
例四
爸爸抽菸抽了四十年都沒得肺癌，因此抽菸不會導致肺癌。
解說：不同人的基因有所不同，抽菸導致肺癌機率上升是已證實的，一個人長期抽菸沒得肺癌，不代表這些研究就是無效的，用一個人的個案來否定研究指出的通則，是犯了逆偶例謬誤。
例五
選擇公理是一條數學公理，使用選擇公理，可以證明巴拿赫-塔斯基定理，而巴拿赫-塔斯基定理違背直覺和常理，因此選擇公理或與其等價的良序定理和佐恩引理不是一個可行的數學公理
解說：因為選擇公理會引導出巴拿赫-塔斯基定理這種違背直覺和常理的定理就否定選擇公理整體的可行性，是逆偶例謬誤。
例六
量子力學的測不準原理說粒子的位置與動量不可同時被確定，因此宇宙的一切都是不可預測的。
解說：粒子的位置與動量不可同時被確定，不代表宇宙的一切都是不可預測的。僅僅因為粒子的性質不能被完全測定，就假定宇宙的一切事物都無法被完全確定，是犯了逆偶例謬誤。
例七
宮崎勤是宅男，又犯下連續強姦殺害女童的罪行，可見動漫是壞東西。
解說：目前沒有研究指出色情和暴力的內容有害，更沒有研究指出動漫有害。在沒有辦法證實動漫有害的狀況下，用一個人的個案來否定可能的通則，是犯了逆偶例謬誤。
例八
皮拉罕人沒有神話、沒有傳統的神祇、在活人記憶之外不存在有所謂的歷史、其語言也缺乏數字和時間單位，可見普世文化通則不存在！
解說：因為一個族群的反例，而否定可能可套用於絕大多數人類族群的普世文化通則存在的可能，是犯了逆偶例謬誤。
例九
小橘子姐姐用板車在各個賽道都創下了紀錄，可見車子性能的好壞不重要。
解說：小橘子姐姐可能是神乎其技的賽車手，她一個人的狀況，未必能套用到所有的賽車手身上。利用小橘子姐姐的例外假定「車子性能好壞可能重要」的通則是錯的，是犯了逆偶例謬誤。

## 外部連結
- （英文）Stephen's guide: Converse accident（页面存档备份，存于）
- （英文）Logical Fallacy: Hasty Generalization（页面存档备份，存于）